# رون بولتون
رون بولتون (بالإنجليزية: Ron Bolton)‏ هو لاعب كرة قدم أمريكية أمريكي، ولد في 6 أبريل 1950 في بطرسبرغ في الولايات المتحدة.

## وصلات خارجية
- رون بولتون على موقع مرجع كرة القدم المحترفة.كوم (الإنجليزية)